# Dia Nacional da Bandeira da Ucrânia
No dia 23 de agosto, é celebrado o Dia Nacional da Bandeira (em ucraniano: День Державного прапора України) na Ucrânia; desde 2004. O dia 24 de julho havia sido registrado previamente como o Dia Nacional da Bandeira em Kiev. A primeira cerimônia de hasteamento da bandeira ucraniana azul e amarela contemporânea aconteceu em 24 de julho de 1990 no mastro do Conselho da cidade de Kiev, dois anos antes da mesma ser considerada a bandeira nacional do Estado ucraniano.
Desde 1992, o Dia da Independência da Ucrânia é celebrado no dia 24 de agosto.